# Eristalinus nigroscutatus
Eristalinus nigroscutatus är en tvåvingeart som först beskrevs av de Meijere 1911.  Eristalinus nigroscutatus ingår i släktet slamflugor, och familjen blomflugor. Inga underarter finns listade i Catalogue of Life.